# Lingua Legis
Lingua Legis – magazyn poświęcony problemom przekładu tekstów specjalistycznych wydawany od 1994 do 2014 r. przez Polskie Towarzystwo Tłumaczy Przysięgłych i Specjalistycznych. Na mocy umowy z 12 listopada 2015 roku Wydawnictwo Translegis przekazało prawa wydawnicze i autorskie do czasopisma Instytutowi Lingwistyki Stosowanej Uniwersytetu Warszawskiego, najstarszej jednostce uniwersyteckiej kształcącej tłumaczy w Polsce. Od roku 2015 Instytut Lingwistyki Stosowanej UW kontynuuje we współpracy z TEPIS-em tradycje wydawania wielojęzycznego czasopisma naukowego poświęconego teoretycznym i praktycznym aspektom przekładu specjalistycznego.